# エアーズロック空港
エアーズロック空港（英語:Ayers Rock Airport）は、オーストラリア連邦ノーザンテリトリー準州にある空港。航空事業の功労者エドワード・コネランを記念して、コネラン空港（Connellan Airport）とも呼ばれることもある。ノーザンテリトリー第二の都市であるアリススプリングスから車で5時間、ウルル（エアーズロック）から車で20分の距離にあり、毎年40万人ほどの旅客を取り扱っている。

## 空港施設
エアーズロック空港のメインターミナルビルはおもに定期便に利用され、チェックインデスク、手荷物保安施設、バゲージレーン、自動販売機、バスターミナル、短期駐車場、ナショナル・ジオグラフィック・ショップなど様々な施設を備えている。
この空港を離着陸している最大の航空機はカンタス航空・ヴァージン・ブルーが運航するボーイング737-800型機で、次いでカンタスリンクの運航するボーイング717-200となっている。
また空港にはアスファルトで舗装され、照明装置やVASISを備えた2,599m × 30mの滑走路がある。

## シドニー五輪
現地時間の2000年8月6日午前8時41分、アンセット・オーストラリア航空のエアバスA320-211型機がシドニーオリンピックの聖火を乗せニュージーランドのオークランドより到着した。ウルルはオーストラリアの聖火リレーのスタート地点となっており、ウルルの周りを聖火が一周したのちに公式行事が行われた。

## 就航航空会社
| 航空会社                   | 就航地                           |
| -------------------------- | -------------------------------- |
| カンタス航空               | アデレード、ダーウィン           |
| カンタスリンク             | アリス・スプリングス、ケアンズ   |
| ヴァージン・オーストラリア | シドニー                         |
| ジェットスター航空         | ブリスベン、シドニー、メルボルン |

またこれらの定期旅客便以外にも多くの観光フライトが民間のチャーター航空会社によって運航されており、空港で最も多くみられる航空機は軽飛行機である。